# 丰罗默-奥代约-维亚
丰罗默-奥代约-维亚（法語：Font-Romeu-Odeillo-Via，法語發音：[fɔ̃ ʁɔmø ɔdɛjo vja] ⓘ）是法国东比利牛斯省的一个市镇，属于普拉德区。

## 历史
1822年，市镇维亚（Via）并入市镇奥代约（Odeillo）。1900年，奥代约更名为“奥代约-维亚”（Odeillo-Via）。1957年，奥代约-维亚更名为今天的“丰罗默-奥代约-维亚”（Font-Romeu-Odeillo-Via）。

## 地理
丰罗默-奥代约-维亚（42°29'52"N, 2°2'2"E）面积29.6 平方千米，位于法国奧克西塔尼大區东比利牛斯省，由丰罗默（Font-Romeu）、奥代约（Odeillo）、维亚（Via）三个村庄组成。
与丰罗默-奥代约-维亚接壤的市镇（或旧市镇、城区）包括：昂古斯特里讷-埃斯卡尔德新城、博尔凯尔、埃讷、萨亚古斯、埃斯塔瓦尔、埃加特、塔尔加索讷。
丰罗默-奥代约-维亚的时区为UTC+01:00、UTC+02:00（夏令时）。

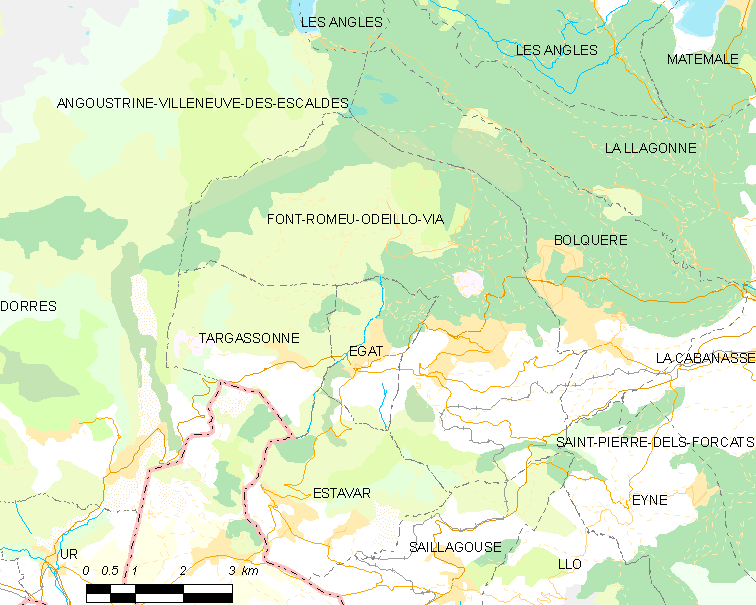
丰罗默-奥代约-维亚的OSM定位图

## 行政
丰罗默-奥代约-维亚的邮政编码为66120，INSEE市镇编码为66124。

## 政治
丰罗默-奥代约-维亚所属的省级选区为加泰罗尼亚比利牛斯县。

## 人口

1962-2008年间丰罗默-奥代约-维亚人口变化图示

丰罗默-奥代约-维亚于2022年1月1日时的人口数量为1770人。